# Hexachaeta itatiaiensis
Hexachaeta itatiaiensis es una especie de insecto del género Hexachaeta de la familia Tephritidae del orden Diptera.

## Historia
Lima y Luis Anderson Ribeiro Leite la describieron científicamente por primera vez en el año 1952.